# 고조 (북위)
고조(高肇)는 북위의 외척으로 자는 수문(首文)이다. 고구려 출신으로 선무제의 외숙으로서 북위의 권력을 쥔 인물이다. 스스로 일컫기를 발해(渤海)의 수(脩) 사람이라 하였다.